# Anatoliy Solovianenko
Anatoliy Solovianenko (a veces transliterado como Anatolii Solovyanenko; en ucraniano: Анатолій Борисович Солов'яненко; en ruso: Анатолий Борисович Соловья́ненко) (Donetsk, 25 de septiembre de 1932- Kozin, 29 de julio de 1999) fue un tenor lírico. Artista del pueblo de la URSS (1975). Recibió el Premio Lenin en 1980 y Premio Honorífico del Presidente de Ucrania en 1993. En 1999, el Banco Nacional de Ucrania emitió una moneda de valor nominal de 2 hrivnias con su imagen en el anverso